# Alassane Sow
Alassane Sow, né le 3 janvier 1997, est un footballeur sénégalais. Il évolue au poste de milieu offensif.

## Biographie

### En club
Alassane réalise ses débuts footballistiques à l'Avenir Football Club (ex fulany) où il est formé. Après quelques saisons, il a l'occasion de jouer avec l'ASC Yeego, club de première division sénégalaise.
En 2015, il est repéré par le Real Saragosse. Après une période d'essai, il signe un contrat professionnel avec le club espagnol, le 17 février 2015. 
Le 16 janvier 2016, il s'engage officiellement avec le Club athlétique Bizertin pour trois saisons.

### En équipe nationale
Avec la sélection sénégalaise des moins de 20 ans, il dispute la Coupe d'Afrique des nations junior en 2015 qui se déroule en Sénégal puis la coupe du monde des moins de 20 ans 2015 organisée en Nouvelle-Zélande. Il joue trois matchs lors du mondial : contre le Qatar lors de la phase de groupes, contre l'Ukraine en huitièmes de finale, et enfin contre l'Ouzbékistan en quarts de finale.

## Palmarès
Avec la sélection sénégalaise des moins de 20 ans, il est finaliste de la Coupe d'Afrique des nations junior en 2015 à domicile, en étant battu par le Nigeria.